# Lovers Rock (película)
Lovers Rock es una película romántica de 2020 dirigida por Steve McQueen y coescrita por McQueen y Courttia Newland. Es protagonizada por Micheal Ward y Amarah-Jae St. Aubyn, dos amantes que se conocen en un fiesta reggae en una casa en 1980 en el oeste de Londres. La película estuvo lanzada como parte de la serie de antología Small Axe en BBC One el 22 de noviembre de 2020 y en Prime Video el 27 de noviembre de 2020. Fue estrenada como una película en la apertura del 58.º Festival de Cine de Nueva York el 24 de septiembre de 2020.

## Reparto
- Micheal Ward como Franklyn Cooper
- Amarah-Jae St. Aubyn como Martha Trenton
- Kedar Williams-Stirling como Clifton
- Shaniqua Okwok como Patty
- Ellis George como Cynthia
- Francis Lovehall como Reggie
- Daniel Francis-Swaby como Bammy
- Alexander James-Blake como Parker B
- Kadeem Ramsay como Samson
- Romario Simpson como Lizard
- Jermaine Freeman como Skinner
- Marcus Fraser como Jabba
- Saffron Coomber como Grace
- Frankie Fox como Eddie Marks
- Dennis Bovell como Milton

## Lanzamiento
La película estuvo seleccionada para el Festival Internacional de Cine de Cannes de 2020 al lado de Mangrove, pero el festival fue cancelado debido a la pandemia de COVID-19. La película se estrenó de manera virtual posteriormente en el Festival de Cine de Nueva York de 2020, junto a Mangrove y Red, White and Blue. Se estrenó también en el 64.º BFI Festival de cine de Londres el 18 de octubre de 2020. Luego, se estrenó en BBC One a través del servicio BBC iPlayer disponible para streaming en el Reino Unido el 15 de noviembre de 2020, y se hizo disponible para streaming en Amazon Prime Video en los Estados Unidos el 20 de noviembre.

## Recepción

### Respuesta crítica
En el sitio web Metacritic se le asignó a la película una puntuación mediana de 95 fuera de 100, basada en 27 críticos, indicando "aclamación universal". En el portal de internet Rotten Tomatoes tuvo un índice de aprobación de 98% basado en 103 revisiones, con una puntuación de 8.79/10 por parte de la crítica. En el consenso de críticos del sitio se lee: «una singular experiencia de visionado que captura perfectamente un momento en el tiempo, Lovers Rock es un amorosamente oda a la alegría negra».
Angelica Bastién de Vulture describió a Lovers Rock «indudablemente, una de las mejores películas del año ... un romance paralizante no solo entre los dos personajes en su centro, sino también sobre la belleza del cuerpo humano, el alivio de una fiesta enérgica y la posibilidad en el silencio de una noche».

### Listas de las diez mejores
La película figuró dentro de las listas de las mejores películas de 2020 de muchos críticos de cine.
| - 1.º lugar – Ty Burr, The Boston Globe - 1.º lugar – Michael Phillips, Chicago Tribune - 1.º lugar – CineVue - 1.º lugar – Consequence of Sound - 1.º lugar – Joshua Brunsting, CriterionCast - 1.º lugar – Nick Chen, Dazed - 1.º lugar – Adam Kempenaar, Filmspotting - 1.º lugar – Josh Larsen, Filmspotting - 1.º lugar – Sean Fennessey and Adam Nayman, The Ringer (junto a Mangrove) - 1.º lugar – Monica Castillo, RogerEbert.com - 1.º lugar – Matt Fagerholm, RogerEbert.com - 1.º lugar – Fionnuala Halligan, Screen Daily - 1.º lugar – Angelica Jade Bastién, Vulture.com - 2.º lugar – David Sims, The Atlantic - 2.º lugar – Christopher Schobert, The Film Stage - 2.º lugar – Cary Darling, Houston Chronicle - 2.º lugar – Eric Kohn, IndieWire - 2.º lugar – Radheyan Simonpillai, NOW (Toronto) - 2.º lugar – Tomris Laffly, RogerEbert.com - 2.º lugar – David Fear, Rolling Stone - 2.º lugar – Christopher Gray, Slant - 2.º lugar – Alison Willmore, Vulture - 2.º lugar – Jordan Ruimy, World of Reel - 3.º lugar – Robbie Collin, The Daily Telegraph - 3.º lugar – Peter Travers, ABC News/Good Morning America - 3.º lugar – Lindsey Bahr, Associated Press - 3.º lugar – Marjorie Baumgarten, Austin Chronicle - 3.º lugar – Alan Zilberman, Brightest Young Things - 3.º lugar – George Elkind, Detroit Metro Times - 3.º lugar – Ken Bakely, Film Pulse | - 3.º lugar – Odie Henderson, RogerEbert.com - 3.º lugar – Brian Tallerico, RogerEbert.com - 3.º lugar – Jonathan Romney, Screen Daily - 3.º lugar – Screen Slate - 3.º lugar – Pat Brown, Slant - 3.º lugar – Devindra Hardawar, /Film - 3.º lugar – Peter Howell, Toronto Star - 3.º lugar – Asher Luberto, Under the Radar - 3.º lugar – Alissa Wilkinson, .ºx - 4.º lugar – Matt Goldberg, Collider - 4.º lugar – Scott Tobias, Miscellaneous/Unaffiliated - 4.º lugar – Kevin Ritchie, NOW (Toronto) - 4.º lugar – Christy Lemire, RogerEbert.com - 4.º lugar – Peter Sobczynski, RogerEbert.com - 4.º lugar – Allan Hunter, Screen Daily - 4.º lugar – Keith Watson, Slant - 5.º lugar – Adam Chitwood, Collider - 5.º lugar – Barry Hertz, The Globe and Mail - 5.º lugar – In Review Online - 5.º lugar – Clarisse Loughrey, The Independent - 5.º lugar – Angie Han, Mashable - 5.º lugar – Samuel R. Murrian, Parade - 5.º lugar – Nick Allen, RogerEbert.com - 5.º lugar – Scout Tafoya, RogerEbert.com - 5.º lugar – Steven Scaife, Slant - 5.º lugar – Stephanie Zacharek, Time | - 6.º lugar – Charles Bramesco, The A.V. Club - 6.º lugar – Noel Murray, A.V. Club - 6.º lugar – Vikram Murthi, A.V. Club - 6.º lugar – Katie Rife, A.V. Club - 6.º lugar – Marlow Stern, Daily Beast - 6.º lugar – Blake Crane, Film Pulse - 6.º lugar – Jonah Koslofsky, RogerEbert.com - 7.º lugar – Jenny Nulf, Austin Chronicle - 7.º lugar – Empire - 7.º lugar – Max O'Connell, RogerEbert.com - 7.º lugar – K. Austin Collins, Rolling Stone - 7.º lugar – Derke Smith, Slant - 7.º lugar – TimeOut - 8.º lugar – A.A. Dowd, A.V. Club - 8.º lugar – Anne Thompson, IndieWire - 8.º lugar – A. O. Scott, The New York Times - 8.º lugar – Richard Brody, The New Yorker - 8.º lugar – Paste - 8.º lugar – The Playlist - 8.º lugar – Brendan Hodges, RogerEbert.com - 8.º lugar – Matt Zoller Seitz, RogerEbert.com - 8.º lugar – Tim Grierson, Screen Daily - 8.º lugar – Hoai-Tran Bui, /Film - 9.º lugar – Mike D'Angelo, A.V. Club - 9.º lugar – Max Weiss, Baltimore Magazine - 9.º lugar – Zhuo-Ning Su, The Film Stage - 9.º lugar – David Rooney, The Hollywood Reporter - 9.º lugar – Robert Daniels, RogerEbert.com - 10.º lugar – David Morgan, CBS News - 10.º lugar – Matt Rooney, JoBlo - 10.º lugar – ScreenAnarchy - 10.º lugar – Matt Singer, ScreenCrush |

Listas de las diez mejores (sin numeración)
- Steve Erickson, Gay City News
- Peter Bradshaw, The Guardian
- Sheila O'Malley, RogerEbert.com
- Joshua Rivera, The Verge
- Sean Burns, WBUR/The ARTery